# Nick Launay
Nicholas Launay (Londres, 5 de março de 1960)) é um produtor musical e engenheiro de som Inglês. Ele é atualmente um dos mais procurados produtores do mundo devido ao seu atual sucesso com álbuns recentes do Arcade Fire, Yeah Yeah Yeahs, e Nick Cave and the Bad Seeds. Ele está entre os produtores mais bem sucedidos da era pós-punk, trabalhou com bandas de grande influência como: Public Image Ltd, Gang of Four, Killing Joke, The Birthday Party e The Slits. Launay é conhecido principalmente por sua abordagem apaixonada para gravar com ênfase em sons crus e captura de energia do som. Outros artistas que ele trabalhou  incluem: Lou Reed, Silverchair, David Byrne, INXS, Midnight Oil, Grinderman, Talking Heads, The Cribs, Supergrass, The Living End, e Kate Bush. Ele vive atualmente em Hollywood, EUA e viaja para Londres com freqüência. Seu mais recente trabalho inclui a produção do álbum do Yeah Yeah Yeahs, "É Blitz!, Mixagem do álbum do Arcade Fire, The Suburbs, e produzir e gravar Grinderman 2. Launay é pai de duas filhas nascidas na austrália, Lee Launay & Lana Launay.